# Straight Out of Line
"Straight Out of Line" é o single principal do terceiro álbum da banda Godsmack, Faceless. Após o seu lançamento, a música imediatamente ascendeu ao primeiro lugar na parada "Mainstream Rock" e chegou ao TOP 10 na parada "Rock Moderno". Ele também foi o terceiro single que ficou no topo da parada "Mainstream Rock" da banda, mantendo esta posição por duas semanas. Além disso, "Straight Out of Line" foi usado na trilha sonora do jogo eletrônico Prince of Persia: Warrior Within.

## Posições em paradas
Single - Billboard (América do Norte)
| Ano  | Parada                     | Posição |
| ---- | -------------------------- | ------- |
| 2003 | Hot Mainstream Rock Tracks | 1       |
| 2003 | Modern Rock Tracks         | 9       |
| 2003 | Billboard Hot 100          | 73      |